# Kdam Eurovision 2006
Die israelische Vorentscheidung zum Eurovision Song Contest 2006 fand am 15. März 2006 in Jerusalem statt. Es gewann Eddie Butler mit dem Lied Ze Hazman (Es ist Zeit).

## Ergebnisse der Vorentscheidung
| Nr. | Interpret                                   | Song (Deutsche Übersetzung)                   | Punkte | Platzierung |
| --- | ------------------------------------------- | --------------------------------------------- | ------ | ----------- |
| 1   | Shlomo Gronich, Lubna Salame & Michal Adler | "Ima Adama" (Mutter Erde)                     | 40     | 6           |
| 2   | Aviva & Maya Avidan                         | "Yalda Sheli" (Meine Tochter)                 | 30     | 8           |
| 3   | Avi Peretz                                  | "Bo'u Nirkod" (Lass uns tanzen)               | 19     | 11          |
| 4   | GameBoys                                    | "Kama Ahava" (Wie viel Liebe)                 | 78     | 3           |
| 5   | Stalos und Oren Chen                        | "Chalomot Mizrachiyim" (Orientalische Träume) | 29     | 9           |
| 6   | Guy Harari                                  | "Tnu La'ahava" (Lass die Liebe)               | 28     | 10          |
| 7   | Eddie Butler                                | "Ze Hazman" (Es ist Zeit)                     | 99     | 1           |
| 8   | Tzipi Mash'hid                              | "Tzipor Stav" (Herbstvogel)                   | 38     | 7           |
| 9   | Svika Pick                                  | "Lifney She Nifradim" (Vor der Trennung)      | 71     | 4           |
| 10  | Michael Kirkilan                            | "Nishbar" (Zerbrochen)                        | 68     | 5           |
| 11  | Diamondz                                    | "Ata Hakochav" (Du bist der Stern)            | 80     | 2           |